# Rhianodes
Rhianodes atratus es una especie de arañas migalomorfas de la familia Barychelidae. Es el único miembro del género monotípico Rhianodes. Se encuentra en Singapur, Malasia y Filipinas.